# Empis atra
Empis atra är en tvåvingeart som beskrevs av Christian Rudolph Wilhelm Wiedemann 1830. Empis atra ingår i släktet Empis och familjen dansflugor. Inga underarter finns listade i Catalogue of Life.